# Broscodes
Broscodes is een geslacht van kevers uit de familie van de loopkevers (Carabidae). De wetenschappelijke naam van het geslacht is voor het eerst geldig gepubliceerd in 1914 door Bolivar y Pieltain.

## Soorten
Het geslacht Broscodes is monotypisch en omvat slechts de volgende soort:
- Broscodes karumicus Bolivar y Pieltain, 1914